# 213775 Zdeněkdostál
213775 Zdeněkdostál è un asteroide della fascia principale. Scoperto nel 2003, presenta un'orbita caratterizzata da un semiasse maggiore pari a 3,1403671 au e da un'eccentricità di 0,0772342, inclinata di 12,95798° rispetto all'eclittica.